# Ugłowoje (obwód amurski)
Ugłowoje (ros. Угловое) – wieś w Rosji, w obwodzie amurskim, w rejonie mazanowskim. W 2021 liczyła 232 mieszkańców.